# Гранти Президента України молодим діячам для створення і реалізації творчих проєктів
Гранти Президента України молодим діячам у галузі театрального, музичного, образотворчого мистецтва та кінематографії для створення і реалізації творчих проєктів — фінансова підтримка державою молодих митців України для створення і реалізації ними соціально значущих, масштабних творчих проєктів. Загальний розмір коштів на виплату грантів щороку має встановлюватися в сумі 1 млн гривень.

## Історія
Гранти встановлені з 1999 р. у кількості трьох (по кожному напряму в галузях театрального, музичного, образотворчого мистецтва та кінематографії) згідно з Указом Президента України «Про затвердження Положення про порядок надання грантів Президента України молодим діячам у галузі театрального, музичного, образотворчого мистецтва та кінематографії для створення і реалізації творчих проєктів» від 6 лютого 1999 р. № 127/99 на виконання Указу Президента України «Про державну підтримку культури і мистецтва в Україні» від 20 жовтня 1998 р. № 1152/98 :
|  | Заснувати по три щорічні гранти Президента України молодим діячам у галузі театрального, музичного, образотворчого мистецтва та кінематографії, а також молодим письменникам і майстрам народного мистецтва для створення і реалізації творчих проєктів |

## Призначення
Грант може одержати молодий діяч у галузі театрального, музичного, образотворчого мистецтва та кінематографії віком до 35
років. Для участі в конкурсі на одержання гранту претендент подає до 15 лютого до Міністерства культури і мистецтв України:
- заявку, що включає опис творчого проєкту із зазначенням його мети, способу здійснення й очікуваних наслідків, прогноз подальшого використання;
- інформаційну довідку про головних виконавців проєкту та кошторис[1];
- гарантійний лист підприємства (установи, організації, закладу), яке зобов'язується забезпечити реалізацію творчого проєкту.

Розгляд та експертизу заявок, конкурсний відбір і висунення претендентів на отримання гранту здійснюють не пізніше 1 березня експертні комісії Міністерства культури і мистецтв України за напрямами у галузях театрального, музичного, образотворчого мистецтва та кінематографії. Міністерство ж подає на розгляд Кабінетові Міністрів України пропозиції щодо надання та розмірів грантів. Президент України за поданням останнього призначає гранти і встановлює їхні розміри.

## Одержувачі
| Рік             | 1999 | 2000 | 2001 | 2002 | 2003 | 2004 | 2005 | 2006 | 2007 | 2008 |
| --------------- | ---- | ---- | ---- | ---- | ---- | ---- | ---- | ---- | ---- | ---- |
| Кількість, осіб | 12   | н/п  | н/п  | 1    | 8    | 11   | 10   | 9    | 16   | 15   |

## Фінансування
Фінансування витрат, пов'язаних з виплатою грантів, здійснюється за рахунок Державного бюджету Міністерством культури і мистецтв України.